# Dublin (Teksas)
Dublin – miasto w Stanach Zjednoczonych, w stanie Teksas, w hrabstwie Erath.